# 922
922（九百二十二、九二二、きゅうひゃくにじゅうに）は自然数、また整数において、921の次で923の前の数である。

## 性質
- 922は合成数であり、約数は1, 2, 461, 922である。
  - 約数の和は1386。
- 約数の個数が3連続 (921, 922, 923) で同じになる20番目の数である。中央の数の1つ前は903、次は1042。
- 277番目の半素数であり、1つ前は921、次は923。
- 47番目のスミス数であり、922 = 2 × 461、9 + 2 + 2 = 2 + 4 + 6 + 1 となる。1つ前は915、次は958。
- 各位の和が13になる83番目の数である。1つ前は913、次は931。
- 922 = 92 + 292
  - 異なる2つの平方数の和で表せる271番目の数である。1つ前は916、次は925。(オンライン整数列大辞典の数列 A004431)
- 922 = 72 + 122 + 272 = 92 + 202 + 212 = 112 + 152 + 242 = 152 + 162 + 212
  - 3つの平方数の和4通りで表せる107番目の数である。1つ前は915、次は931。(オンライン整数列大辞典の数列 A025324)
  - 異なる3つの平方数の和4通りで表せる90番目の数である。1つ前は921、次は933。(オンライン整数列大辞典の数列 A025342)

## その他 922 に関連すること
- 西暦922年
- 紀元前922年
- 922SH